# Эквадор на летних Олимпийских играх 1976
Эквадор принимал участие в Летних Олимпийских играх 1976 года в Монреале (Канада) в четвёртый раз за свою историю, но не завоевал ни одной медали.